# Sunek sile
Súnek síle (tudi impúlz; označba I, redkeje tudi J, N) je v mehaniki količina, ki spremeni gibalno količino gibajočega se telesa. Sunek sile se izračuna kot integral sile {\displaystyle \mathbf {F} \!\,} po času t:
{\displaystyle \mathbf {I} =\int \mathbf {F} \,\mathrm {d} t\!\,.}
Integrira se v časovnem intervalu, ko je sila različna od nič.
V posebnem primeru, ko se sila v času trajanja ne spreminja, se lahko izračuna sunek sile kot zmnožek sile in spremembe časa, ko ta sila deluje:
{\displaystyle \mathbf {I} =\mathbf {F} \,\mathbf {t} \!\,.}
Po izreku o ohranitvi gibalne količine je sunek sile enak spremembi gibalne količine.
{\displaystyle F\,\mathrm {d} t=\mathrm {d} G\!\,,}
kar po integraciji da:
{\displaystyle F(t_{2}-t_{1})=m(v_{2}-v_{1})\!\,.}
Če na telo ne deluje nobena zunanja sila ({\displaystyle F=0\!\,}), je sunek sile enak nič ({\displaystyle F\,\mathrm {d} t=0\!\,}), gibalna količina pa je konstantna ({\displaystyle G=\mathrm {konst.} \!\,}).
Mednarodni sistem enot predpisuje za sunek sile sestavljeno enoto kg·m·s−1 = N·s.